# Ivan Mikulić (pjevač)
Ivan Mikulić (Mostar, 8. svibnja 1968.) je hrvatski pjevač zabavne glazbe. Zapaženi su brojni nastupi na domaćim festivalima zabavne glazbe u Bosni i Hercegovini i Hrvatskoj (Splitski festival, Melodije Mostara, hrvatski nacionalni Izbor za Pjesmu Eurovizije - "Dora").

## Životopis

### Rani život
Rođen je 8. svibnja 1968. godine u Mostaru. Odrastao i školovao se na Širokom Brijegu. Bio je solist glazbene škole s kojom je nagrađivan na raznim natjecanjima u bivšoj državi. Mikulić je 1979. godine nastupio na festivalu "Mali Šlager" u Sarajevu. Godine 1980. osvojio je 1. nagradu na međunarodnom dječjem festivalu "Zlatno slavejče" u Skopju, te dobio istoimenu nagradu. Na istom festivalu nastupio je i naredne 1981. godine. Te godine dobio je i nagradu 1000 škola, kao jedno od 10 najtalentiranijih dječaka i djevojčica, u istoimenoj TV akciji i emisiji televizije Sarajevo. U dobi od 14 godina Ivan osniva pop-rock sastav "Zvjezdane staze" u kojem pjeva i svira bas-gitaru.

### Karijera
Profesionalna karijera počinje 1995. nastupom na Dori s pjesmom Zrinka Tutića "Ti i ja".  Nakon zapaženog nastupa sljedeće 1996. godine Ivan objavljuje album "Zaljubljen i lud". Otpočinje suradnju s autorom i producentom Mirom Buljanom koja traje i do danas. 
Godine 1999. osvojio je nagrade na nekoliko festivala:
- Grand prix "Melodije Mostara" s pjesmom "Pustite me da je volim"
- 2. nagrada publike "Split" s pjesmom "Ne mogu ja bez tebe"
- 2. nagrada publike "Zadar-fest" s pjesmom "Kaži joj suzo"

Nakon toga objavljuje istoimeni album "Kaži joj suzo". Iste godine, uz pratnju sastava "Saturnus" iz Velike Gorice, radi turneju u BiH i Hrvatskoj, a poznat je njegov koncert u Mostaru, u dvorani na Bijelom Brijegu, 27. prosinca 1999. kojega je snimila HTV.
U najvećoj rock operi svih vremena "Jesus Christ Superstar" Ivan je tumačio glavnu ulogu "Jesusa", za koju je dobio izvanredne kritike kako publike tako i struke. Ova rock opera izvođena je uzastopno više desetaka puta 2000. u dvorani Lisinski u produkciji kazališta Komedija iz Zagreba.
Nagrađivan je i 2001. na festivalu "Melodije Mostara". S pjesmom "Ti mi možeš radit' sve" osvojio je 2. nagradu publike. Iste godine u Splitu na festivalu "Split" s pjesmom "Hej D.J." u večeri popularnog vala osvaja 1. nagradu publike. Album "Ti si ona prava" objavljuje 2002. godine na kojem se nalazi pored naslovne i ranije navedenih nagrađenih pjesama na festivalima i hit pjesma "Podižeš mi puls". 
Na Dori pobjeđuje 2004. s pjesmom "Daješ mi krila" i osvaja 143 od maksimalnih 144 boda. Predstavljao je Hrvatsku na Eurosongu 2004. u Istanbulu gdje je dijelio 12 mjesto s Maltom. 
Godine 2005. osvaja 1. nagradu po glasovima publike i televotingom TV gledatelja u BiH na međunarodnom festivalu "Melodije Mostara" s pjesmom "Lovac". Ponovno osvaja 1. nagradu publike na "Melodijama Mostara" 2006. godine, ovaj put s pjesmom "Igraj, igraj nemoj stat'". U pjesmu uvodi tradicionalnu, izvornu gangu svoga kraja. U pjesmu stavlja i lijericu i ženski bećarac. Često je nastupao i s HKUD "Hercegovac" iz Širokog Brijega. Iste godine objavljuje album naziva "Igraj, igraj, nemoj stat'". Sljedeće, 2007. godine, objavljena je Ivanova "Zlatna kolekcija" u izdanju njegove matične izdavačke kuće Croatia Records. To je dvostruki CD s ukupno 31 skladbom. Na jednom CD-u se nalaze brze pjesme, a na drugom balade. Grand prix na festivalu "Melodije Mostara" osvaja i 2007. s pjesmom "Ja sam Hercegovac". Te godine zapažen je nastup na krapinskom festivalu s pjesmom "Zagorje, Zagorje" na kojemu je Mikulić nastupio s KUD-om Bistra. 2008.g s pjesmom "Zakletva na kamenu" osvaja Grand prix na festivalu "Melodije Mostara". 2013. osvaja drugu nagradu publike s pjesmom "Braća po kamenu". 
Posebnost u Ivanovoj karijeri je i to što svake godine nastupa na prestižnoj manifestaciji "Večernjakov pečat" u BiH, gdje se pamte njegove izvedbe pjesama iz repertoara klasičnih djela uz pratnju Zagrebačke filharmonije i Dubrovačkog simfonijskog orkestra.
Uglavnom nastupa po hrvatskoj dijaspori. Od 2007. godine surađuje s pratećim sastavom "Babylon" iz Županje.
Ivan je veliki humanitarac koji je odradio preko 100 humanitarnih nastupa od '90.-tih do danas. 
U razdoblju od 1991. do 1992. uglazbio je i snimio niz domoljubnih pjesama.
Ivan je nastupio i na skupu zajedništva hrvatskih branitelja "100% za Hrvatsku" 2. svibnja 2015. na Trgu bana Josipa Jelačića u Zagrebu s pjesmom "Ja sam Hercegovac".

## Osobni život
Mikulić je diplomirani novinar i magistar specijalist odnosa s javnošću.

## Vanjske poveznice
- Službena stranica  Arhivirana inačica izvorne stranice od 9. ožujka 2009. (Wayback Machine)